# Avernus Rupes
Avernus Rupes és una formació geològica de tipus rupes a la superfície de Mart, localitzada amb el sistema de coordenades planetocèntriques a -7.47 latitud N i 173.68 ° longitud E, que fa 223.32 km de diàmetre. El nom va ser aprovat per la UAI l'any 1985 i fa referència a la característica d'albedo, que pren el nom del llac de Campània, Itàlia, suposadament era una entrada a l’inframón.